# Молоди (Коварзинское сельское поселение)
Молоди — деревня в Кирилловском районе Вологодской области.
Входит в состав Коварзинского сельского поселения, с точки зрения административно-территориального деления — в Коварзинский сельсовет.
Расстояние по автодороге до районного центра Кириллова — 46 км, до центра муниципального образования Коварзино — 10 км. Ближайшие населённые пункты — Русаниха, Заболотье, Алферовская, Князево, Максимовская, Аксеновская.
По переписи 2002 года население — 1 человек.